# Галлюм
Галлюм (нід. Hallum) — село в нідерландській провінції Фрисландія, на узбережжі Ватового моря. Входить до муніципалітету Північно-Східна Фрисландія.
Його площа становить 29,38км², а населення станом на 2021 рік складало 2 685 осіб.
Перша згадка про населений пункт датується 13-им сторіччям.

## Визначні уродженці
- Марейке Ґруневауд (1999) — нідерландська ковзанярка, бронзова призерка Олімпійських ігор[2].

## Галерея

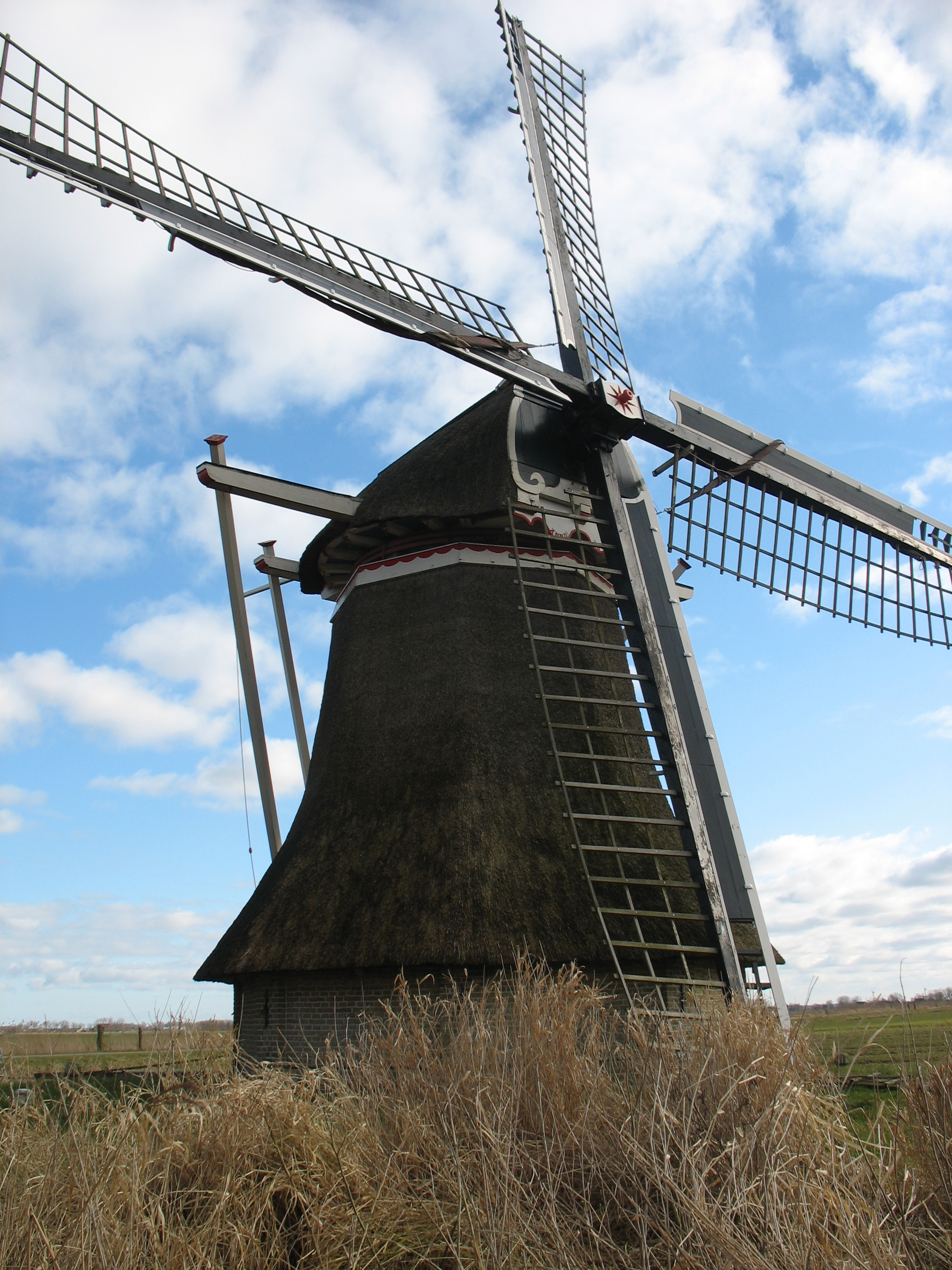
Вітряк Genezareth
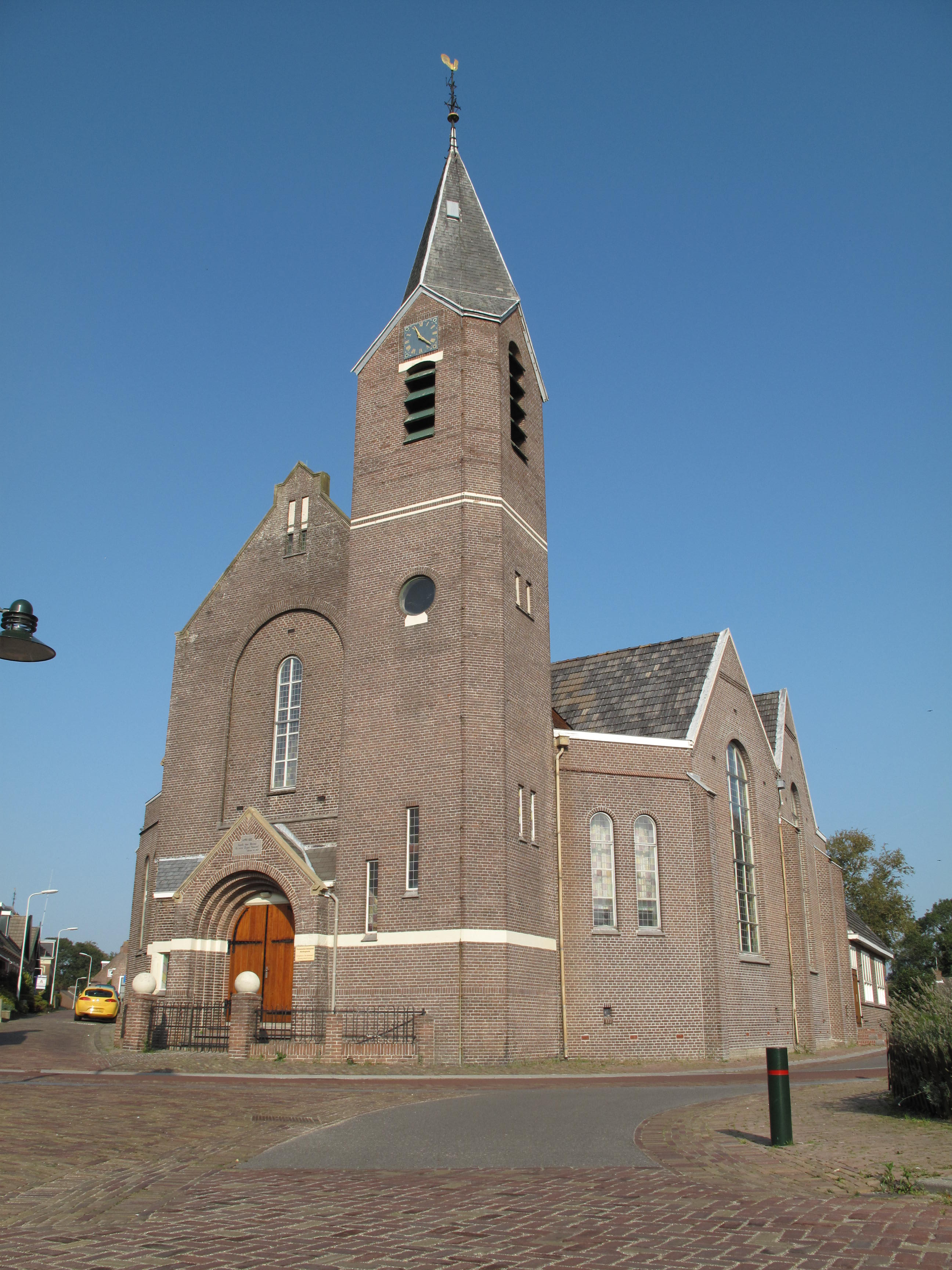
Церква
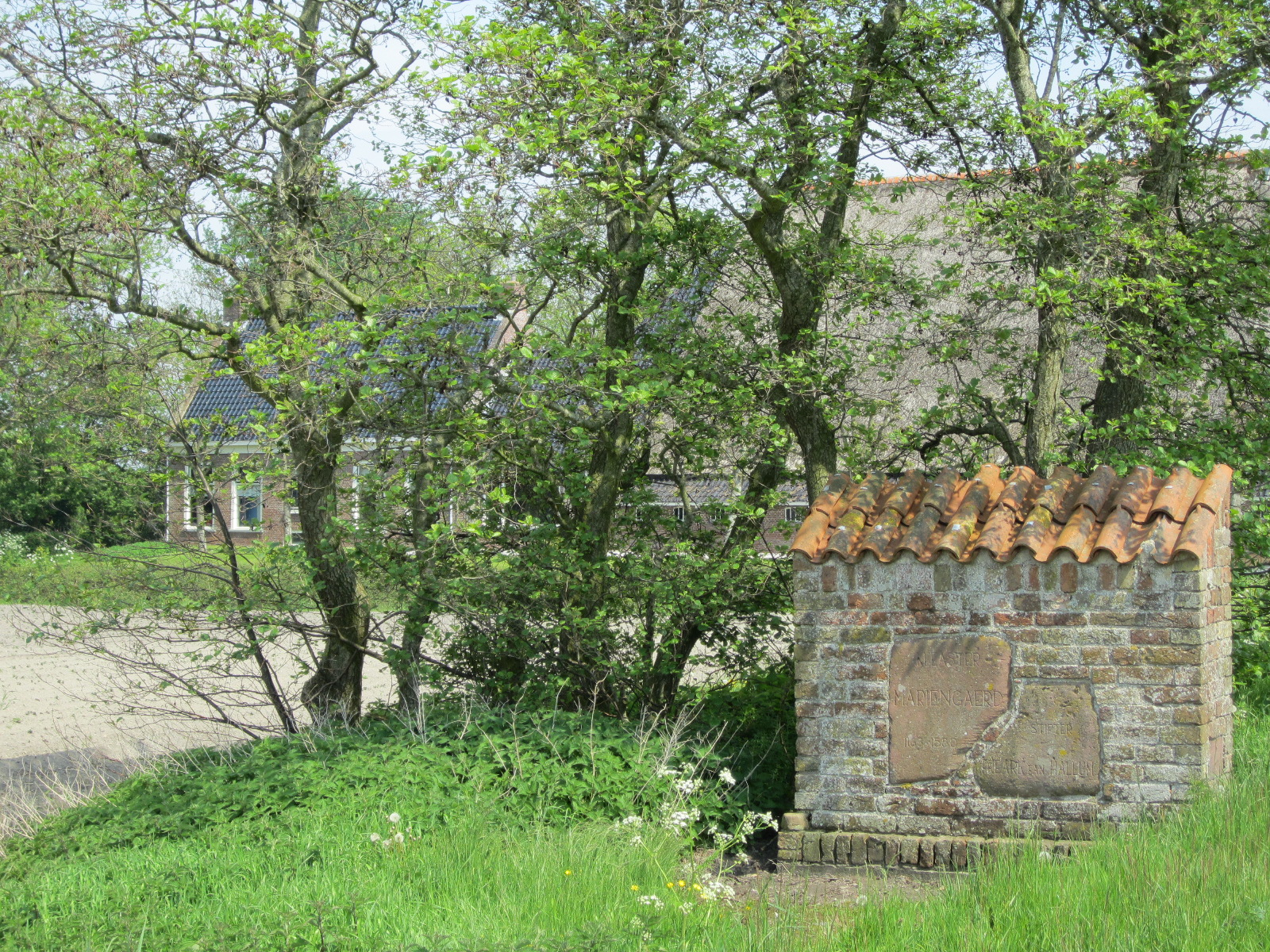
Руїни монастиря